# 3857 Cellino
3857 Cellino (1984 CD1) là một tiểu hành tinh vành đai chính được phát hiện ngày 8 tháng 2 năm 1984 bởi Bowell, E. ở Flagstaff (AM).